# Лемма Ферма
Лемма Ферма́ — одно из базовых утверждений классического анализа: производная дифференцируемой функции в точке локального экстремума равна нулю.
Выдвинуто Николаем Орезмским в его учении о широтах и долготах;
у Ньютона этот факт упоминался как «принцип остановки»: «когда величина есть наибольшая или наименьшая из всех возможных, то она в этот момент не течёт ни вперёд, ни назад».
В современной нотации для функции {\displaystyle f\colon M\subset \mathbb {R} \to \mathbb {R} }, имеющей во внутренней точке области определения {\displaystyle x\in M^{0}} локальный экстремум и имеющей односторонние производные {\displaystyle f'_{+}(x_{0}),f'_{-}(x_{0})} (конечные или бесконечные), утверждение формулируется следующим образом:
- если {\displaystyle x_{0}} — точка локального максимума, то
{\displaystyle f'_{+}(x_{0})\leqslant 0,\;f'_{-}(x_{0})\geqslant 0};
- если {\displaystyle x_{0}} — точка локального минимума, то
{\displaystyle f'_{+}(x_{0})\geqslant 0,\;f'_{-}(x_{0})\leqslant 0}.

В частности, если функция {\displaystyle f} имеет в {\displaystyle x_{0}} производную, то {\displaystyle f'(x_{0})=0}.
Производная дифференцируемой функции в точке локального экстремума равна нулю. Её касательная в этой точке параллельна оси абсцисс. Обратное, вообще говоря, неверно, то есть из равенства нулю производной в некоторой точке не следует, что это точка экстремума (вместо этого она может быть точкой перегиба).

## Примеры
Для {\displaystyle f(x)=|x|} точка {\displaystyle x=0} — локальный минимум, и:
{\displaystyle f'_{+}(0)=1\geqslant 0}, {\displaystyle f'_{-}(0)=-1\leqslant 0}
(при этом сама функция не является дифференцируемой в точке {\displaystyle x=0}).
Для {\displaystyle f(x)=x^{2}} точка {\displaystyle x=0} — локальный минимум, и {\displaystyle f'(0)=0}.
Для {\displaystyle f(x)=x^{3}} производная в нуле обращается в нуль ({\displaystyle f'(0)=0}), но точка {\displaystyle x=0} не является точкой локального экстремума.